# Calle Luna, Calle Sol
Calle Luna, Calle Sol es una telenovela venezolana desarrollada por José Vicente Quintana y producida por RCTV en 2009 como adaptación libre de la telenovela Marielena que fue producida por el mismo canal en 1981. 
Está protagonizada por Mónica Spear y Manuel Sosa junto a Amanda Gutiérrez y Nacho Huett en los roles antagónicos, acompañados de las actuaciones estelares de Chantal Baudaux , Daniel Alvarado y Nacarid Escalona. 
RCTV comenzó a transmitir Calle Luna, Calle Sol a partir del 18 de marzo de 2009 a las 9 de la noche en sustitución de Nadie me dirá cómo quererte . El último episodio se emitió el 14 de septiembre de 2009 cuando fue remplazada por Libres como el viento.

## Trama
Calle Luna, Calle Sol es una telenovela que contrasta la cultura popular y la urbana. Muestra dos realidades completamente diferentes: la de los ricos y la de los pobres, y lo que diferencia a los dos grupos. En ambos barrios, las grandes novedades hablan por sí solas y sus realidades conmueven a cada uno de los personajes. En la historia, María Esperanza es una joven, humilde, estudiosa y trabajadora que ha sufrido pobreza por la irresponsabilidad de su padre, que va y viene de su casa. Aún en medio de estas circunstancias, creció con fuertes valores, dedicada a hacer algo de sí misma. Sin embargo, sus planes podrían verse interrumpidos por sus luchas emocionales. A pesar de esta confusión, María Esperanza luchará por mantener el amor de su familia y superar sus pruebas y tribulaciones emocionales.
La historia comenzó cuatro años después del vergonzoso incidente que le sucedió a María Esperanza, luego de lo cual Manuel regresó a Inglaterra para estudiar administración. Manuel regresa entonces para hacerse cargo del negocio familiar, Muebles Mastronardi, mientras entabla una relación con Gabriela, quien sería su novia de toda la vida. El pasado trágico de María Esperanza sabe cuándo quitar a Manuel Augusto, quien representa la renovación de sus sueños rotos, porque surgen de un amor sincero, lleno de esperanzas. 

## Reparto
- Mónica Spear como María Esperanza Rodríguez
- Manuel Sosa como Manuel Augusto Mastronardi García
- Chantal Baudaux como Gabriela "Gaby" Bustamante
- Amanda Gutiérrez como Cecilia García Vda. de Mastronardi
- Nacarid Escalona como Isabel "Chabela" Rodríguez de perez
- Daniel Alvarado como Juan José Pérez "Juancho"
- Estefanía López como Yamileth Melody Rodríguez
- Nacho Huett como Rafael Eduardo Mastronardi García "Rafa"
- José Ramón Barreto como José Francisco Rodríguez Rodríguez "Cheo"
- Vicente Tepedino como Rómulo Hidalgo
- María Cristina Lozada como Ángela Rossi Vda. de Mastronardi
- Crisbel Henríquez como Bélgica Margarita Pacheco
- Erick Ronso como Alfredo Pineda
- Sandy Olivares como César Ayala Infante
- Andreína Caro como Alexandra Valecillos
- Absalón de los Ríos como Aldo Luján "El Jefe"
- Relú Cardozo como Lourdes de Pineda
- Vito Lonardo como Mario de Jesús Pineda
- Mauricio Gómez como Johanson Iriarte "Chupeta"
- José Roberto Díaz como Custodio Chacón
- Elvis Chaveinte como Ricardo Sánchez "El Mexicano"
- Jean Carlos Rodríguez como Enrique Vallejo "Kike"
- Vanessa Pallás como Yoconda Mastronardi García "Monalisa"
- Gabriel Mantilla como Carlos Rodríguez Rodríguez "Carlitos"
- Lili-Anahys Taravella como Camila Díaz
- Cristal Avilera como Valentina Díaz
- Andreína Chataing como Elvira Lugo
- Sandra Díaz como Valerie Hidalgo Arriaga
- Antonio cuevas como Giuseppe Mastronardi
- Leonardo Marrero como Ignacio Centeno
- Krisbell Jackson como La condolesa